# Quentalia melchthala
Quentalia melchthala är en fjärilsart som beskrevs av William Schaus 1929. Quentalia melchthala ingår i släktet Quentalia och familjen silkesspinnare. Inga underarter finns listade.